# Gustavo Enrique Torregiani
Gustavo Enrique Torregiani (Leones, 7 aprile 1962) è un giocatore di biliardo argentino.
Torregiani è stato tre volte campione mondiale nella specialità denominata "italiana 5 birilli".
Premio Konex 1990. Ha iniziato la sua carriera all'età di 12 anni al Club de Leones, Córdoba.
Nel 1982, 1984, 1985 e 1986 ha ottenuto il Campionato Provinciale Individuale. A livello di coppie Interclub, è stato incoronato Campione a Oliva y Leones (1983), Rosario (1984), Oliva (1985), Córdoba, Santa Fe y Leones (1987), Marcos Juárez e Córdoba (1989). Ha vinto i tornei extra in coppia a Rosario (1983 e 1986), Marcos Juárez (1987) e Córdoba (1988). Gli è stato assegnato definitivamente il Trofeo Onildo Torres e il 25 maggio. 

## Campione del mondo
Nel 1989 a Chiasso-Palapenz è stato incoronato Campione del Mondo di 5 birilli Individuale. Nel 1990 viene consacrato Miglior Giocatore del torneo nella Coppa Intercontinentale 5 birilli disputata in Italia. Nello stesso anno, a Brescia (Italia), ha vinto il suo secondo Campionato del Mondo di 5 birilli, controllato dalla World Billiards Union. Con sede in Italia, (2002-03) ha vinto il Gran Premio di Saint-Vincent.
Nel 2009 si è qualificato per la Coppa del Mondo di Biliardo a Villa María, dove ha vinto la sua terza Coppa del Mondo di 5 birilli.

## Palmarès
I principali risultati
- 1989 Campione del mondo specialità Italiana 5 birilli (Chiasso)
- 1990 Campione del mondo specialità Italiana 5 birilli (Brescia)
- 2002 Gran premio goriziana di S.Vincent
- 2003 Gran premio goriziana di S.Vincent
- 2009 Campione del mondo specialità Italiana 5 birilli (Villa María)